# Guido Podrecca

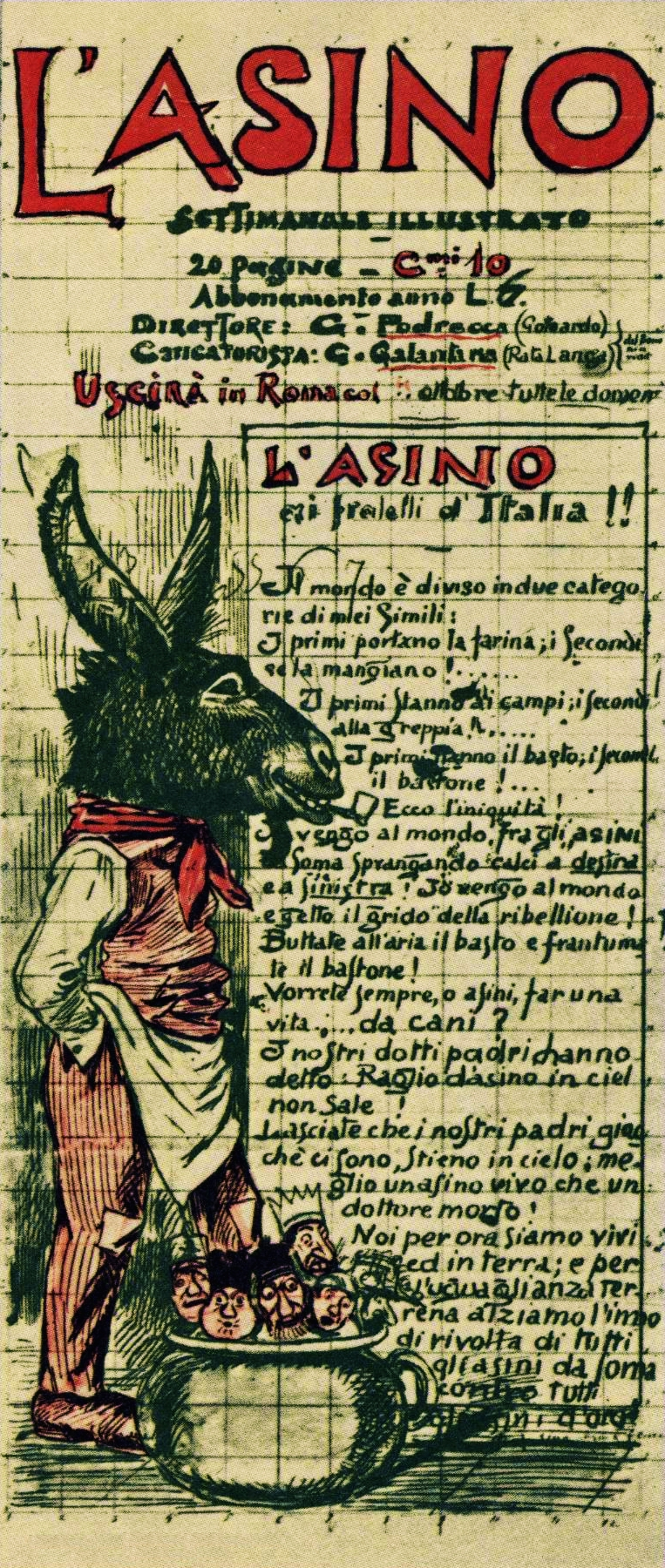
Gabriele Galantara, locandina de L'Asino del 1892

Guido Podrecca (Vimercate, 5 dicembre 1865 – Auburn, 29 aprile 1923) è stato un politico e giornalista italiano, fondatore della rivista di satira politica L'Asino. Il padre Carlo era un garibaldino originario della Slavia Veneta, mentre il fratello Vittorio (1883-1959) fondò il Teatro dei Piccoli e ne divenne impresario e regista.

## Biografia[1]

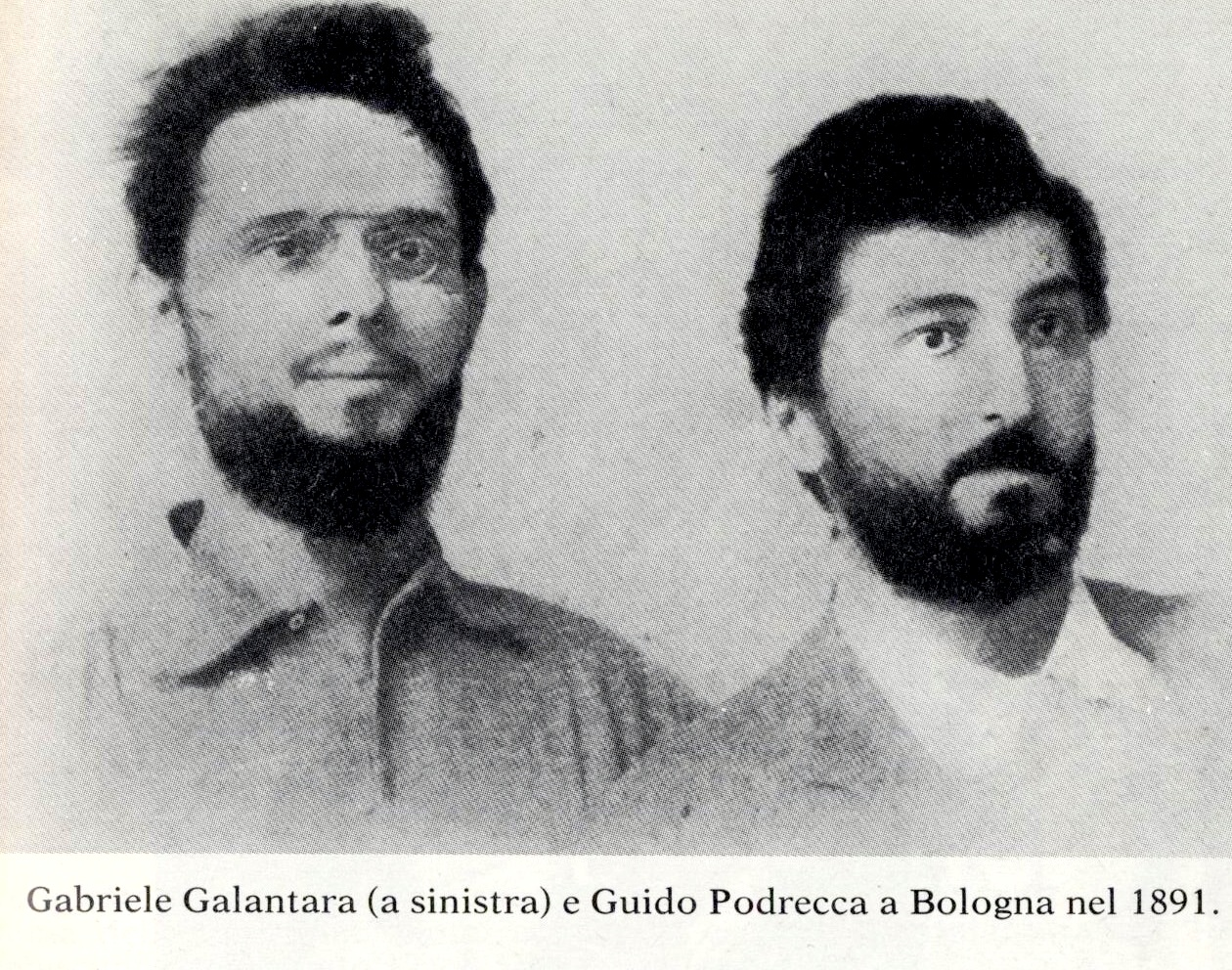
Gabriele Galantara e Guido Podrecca (a destra) a Bologna nel 1891, rispettivamente vignettista e autore dei testi della rivista satirica L'Asino

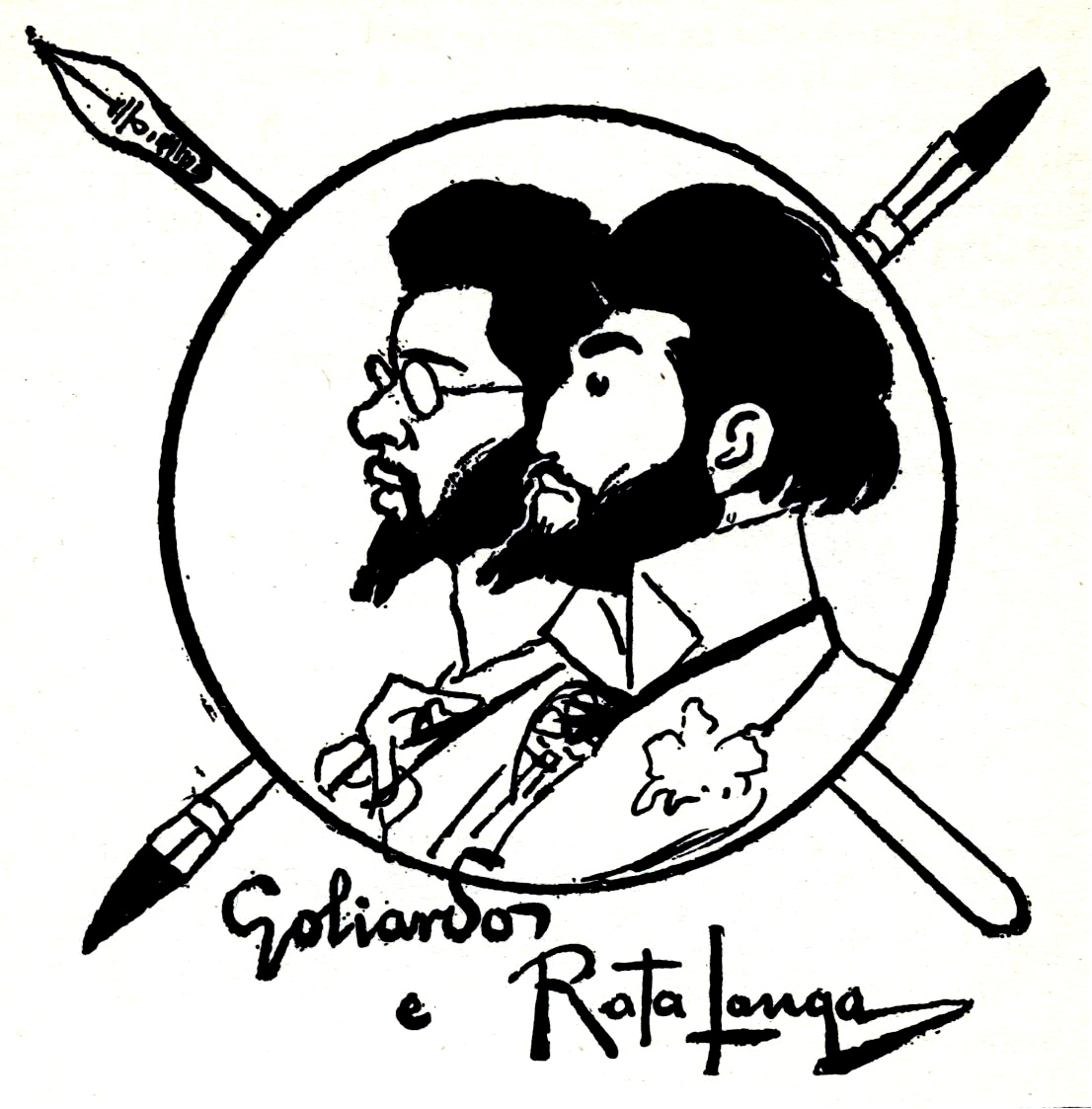
Caricature di Guido Podrecca (Goliardo) e Gabriele Galantara (Rata Langa)

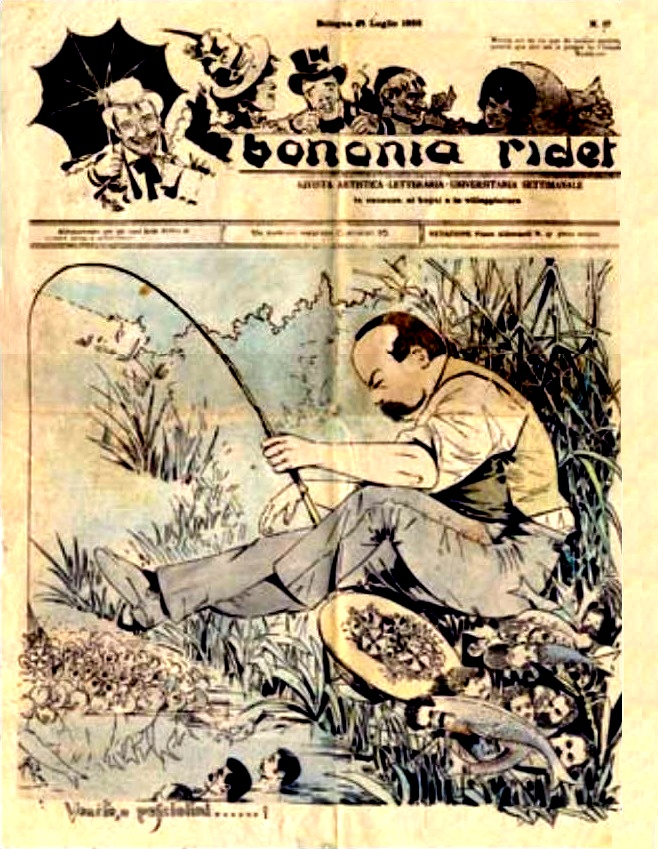
Copertina del settimanale satirico bolognese «Bononia ridet» fondato da Podrecca nel 1888 con Gabriele Galantara

Collaboratore di settimanali umoristici, dove si firmava con lo pseudonimo di «Goliardo», nel 1888 fondò con Gabriele Galantara il periodico bolognese Bononia Ridet e poi L'Asino, con i quali condusse campagne anticlericali e di denuncia della corruzione politica che gli costarono denunce e arresti, fino all'emigrazione in Svizzera. Tornato in Italia nel 1901, dal 1907 fu consigliere comunale di Roma e deputato del  Partito Socialista Italiano nel 1909.
Favorevole alla guerra italo-turca, nel 1912 fu espulso dal PSI assieme a Leonida Bissolati, Ivanoe Bonomi, Angiolo Cabrini ed altri nove deputati socialisti. Insieme agli espulsi partecipò alla fondazione del Partito Socialista Riformista Italiano. In vista dell'entrata in guerra dell'Italia nella prima guerra mondiale, fu un acceso interventista.
Nel 1919 lasciò la redazione de L'Asino e fondò la rivista Il primato artistico italiano; nello stesso anno fu candidato alle elezioni politiche nelle file dei Fasci italiani di combattimento. Fu tra i massoni presenti il 23 marzo 1919 alla fondazione dei Fasci italiani di combattimento, che sancì la nascita del fascismo. Morì ad Auburn (New York) all'età di 58 anni.